# 盐尻峠之战
盐尻峠之战是日本战国时代的一次战役。对战双方是甲斐国大名武田晴信和信浓的大名小笠原长时。

## 背景
天文17年（1548年）春，武田晴信在上田原之战中败给村上义清，对信浓的豪族产生很大的冲击。

## 合戰經過及影響
7月10日，花岡氏、矢島氏的諏访西方众勾结小笠原长时发起叛乱。武田家的諏访城代退守上原城。
7月11日，武田晴信率军出征，但是为了欺骗小笠原军的耳目，直到18日才公布出兵的消息，且在同日进驻上原城。翌日清晨，对於布阵盐尻峠的小笠原军发动了迅雷不及掩耳的突袭，小笠原军以为武田军尚在百里之外而放松警惕，受到攻击后阵脚大乱，武田军轻易取胜。这次战役小笠原军被斩杀1000人。
武田晴信巩固了自己的领地之后，开始进攻信浓的小笠原长时、慑于武田军不战而降的情况频频出现。1550年、被追得走投无路的小笠原长时不得不投奔村上义清。发起叛乱的諏访西方众也在收回领地后被流放。

## 关联项目
- 日本戰爭列表
- 上田原之战
- 戶石崩